# 트레스 무헤레스
《트레스 무헤레스》(스페인어: Tres mujeres)은 1999년부터 2000년까지 방영된 멕시코의 텔레노벨라이다.